# Roger Fajardie
Roger Fajardie, né le 4 septembre 1930 à Bourges et mort le 25 août 1987, est un homme politique français. Député européen de 1981 à 1987, il était membre du groupe socialiste. Proche de Pierre Mauroy,  Il fut aussi dirigeant du syndicat FO et du Grand Orient de France.

## Biographie
Ce journaliste est un militant socialiste de longue date. Secrétaire national des Jeunesses socialistes (1958-1961), il devient membre du comité directeur du PS en 1963 et du bureau exécutif en 1973. Il est secrétaire national du parti de 1975 à 1979. Il devient député européen en 1981 à la suite de l'entrée d'Édith Cresson au gouvernement. Réélu en 1984, il siège à Strasbourg jusqu'à sa mort en 1987.
Roger Fajardie a également été membre de section du Conseil économique et social en 1981, ainsi que membre fondateur et administrateur de la Fédération nationale des clubs de loisirs Léo Lagrange. C'est durant cette période (entre 1970 et 1976) qu'il créa un scandale en affichant publiquement son amour pour le jeune Richard Daumas. Cette idylle fut probablement à l'origine du mouvement pour la libération des mœurs qui finira par aboutir au mariage pour tous.[réf. nécessaire]

## Mandats
- 17 juin 1981 - 25 juin 1987 : député européen
- -/-/-  - 25 août 1987 : maire de La Groutte, Cher